# Roberto Infascelli (acteur)
Pour les articles homonymes, voir Roberto Infascelli.
Roberto Infascelli, né le 18 septembre 1981 à Rome, est un acteur de cinéma et de télévision, ainsi qu'un animateur de radio italien.

## Biographie
Il est le fils de la décoratrice Paola Comencini et le petit-fils du réalisateur Luigi Comencini.
Au cours de sa carrière d'acteur, il a tourné dans plusieurs séries et films, dont Romanzo criminale, dans lequel il jouait « Le Rat ».
Depuis plusieurs années, il est l'animateur de la station de radio Tele Radio Stereo appartenant au constructeur Edoardo Caltagirone. 

## Filmographie

### Cinéma
- 1992 : Les Amusements de la vie privée (I divertimenti della vita privata) de Cristina Comencini
- 2005 : La Bête dans le cœur (La bestia nel cuore) de Cristina Comencini
- 2005 : Romanzo criminale de Michele Placido
- 2006 : Quale amore (it) de Maurizio Sciarra
- 2012 : Une journée à Rome (Un giorno speciale) de Francesca Comencini

### Télévision
- 2007 : Io e mamma (it) d'Andrea Barzini
- 2008 : Aldo Moro - Il presidente (it) de Gianluca Maria Tavarelli (it)
- 2008 : Romanzo criminale de Stefano Sollima